# Elisa Webba
Elisa Manuela Brito Webba Torres (née le 25 mai 1965 à Luanda) est une joueuse angolaise de handball féminin. Elle a fait partie de l'équipe d'Angola féminine de handball aux Jeux olympiques d'été de 1996 à Atlanta, ceux de 2000 à Sydney et de 2004 à Athènes.

## Carrière
Elle commence sa carrière à l'Institut national d'éducation physique (Instituto Nacional de Educação Física, INEF) en 1982. En 1990 elle part au club Petro Atlético de Luanda, avec lequel elle remporte de nombreux titres. Elle a également la capitaine de l'équipe d'Angola féminine de handball.

## Palmarès

### En équipe nationale
Jeux olympiques
- 7e place aux Jeux olympiques 1996
- 9e place aux Jeux olympiques 2000
- 9e place aux Jeux olympiques 2004

Championnats d'Afrique 
- Médaille d'or au Championnat d'Afrique 1989
- Médaille d'or au Championnat d'Afrique 2002
- Médaille d'or au Championnat d'Afrique 2004

### En club
- 1987 :  Médaille d'or à la coupe d'Afrique des champions avec Clube Ferroviário de Luanda.